# Partido Comunista de Pakistán
El Partido Comunista de Pakistán fue un grupo de corta duración del Partido Comunista de la India, que existió durante tres semanas en el verano de 1947. El partido fue fundado por Teja Singh Swatantar y Fazal Elahi Qurban. El partido tenía un politburó provisional consistente en Swatantar, Qurban y Dutt.
Por un lado, la división del PCP representaba la insatisfacción con el cambio de la línea partidaria en la cuestión nacional. En 1942, el PCI, en respuesta a la demanda del Pakistán, formuló una posición que apoyaba la noción de autodeterminación de las nacionalidades. En 1947, esta línea había sido revertida y la demanda musulmana por Pakistán era ahora marcada como un movimiento reaccionario por el PCI. Swatantar y Qurban argumentaron hacia el liderazgo del PCI para retener el apoyo a la autodeterminación de las nacionalidades. El PCP fue construido sobre esta posición. Los fundadores del PCP también se opusieron a la nueva línea del CPI sobre Cachemira.
Por otra parte, el lanzamiento del PCP no se refería solamente a los desacuerdos sobre el tema de la autodeterminación nacional de Pakistán y los musulmanes. También representó una revuelta de los viejos revolucionarios de Kirti-Ghadar contra la jerarquía del partido del PCI. El 22 de junio, dos dirigentes centrales del CPI (Ajoy Ghosh y B.T. Ranadive) habían llegado a Punjab, supuestamente para deponer a Swatantar como Secretario del Partido Provincial. Unas semanas más tarde, el 16 de julio de 1947, la fundación del PCP fue declarada en una carta enviada a 40 partidos comunistas de todo el mundo. La división del PCP afectó gravemente al PCI en Punjab en ese momento.
La dirección del PCI reaccionó enérgicamente a la formación del PCP. El 18 de julio de 1947 se envió una carta a todos los comités distritales del Partido en Punjab, ordenándoles que denunciaran al PCP. El propio Ghosh visitó las zonas occidentales de Punjab, intentando disuadir a las ramas locales del partido de alinearse con el PCP. Sin embargo, se entendió que más de la mitad de los 2.293 miembros del CPI en Punjab apoyaban al PCP. El PCP tenía su base principalmente en el oeste de Punjab. El PCP hizo un llamamiento a las filiales del CPI en la provincia de la Frontera del Noroeste, Sind y Baluchistán para que se unan al nuevo partido. En Sindh, el grupo en torno a Qadir Baksh Nizamani apoyó al PCP.
Sin embargo, cuando el PCP se formó en Punjab fue envuelto por la violencia comunal en los días antes de la partición de la India. A medida que los disturbios hacían estragos, la mayoría de los cuadros comunistas sikh e hindú en los distritos occidentales de Punjab partieron hacia la India. Este éxodo dejó al movimiento comunista al borde de la extinción en las tierras que pronto formarían Pakistán Occidental. PCP, cuyo liderazgo era predominantemente sikh, rápidamente se extinguió.